# Диверсант
Диверса́нт — спеціально підготовлений військовослужбовець, як правило, зі складу штатного підрозділу військ спеціального призначення, який входить до складу розвідувально-диверсійної групи, що виконує завдання з розвідки і проведення диверсій в тилу противника у воєнний і передвоєнний час з метою дезорганізації управління військами, державних та інших установ, знищення або тимчасового виведення з ладу найважливіших промислових підприємств, військових об'єктів, транспорту, зв'язку, а також збору інформації про противника.
Диверсанти проходять спеціальну підготовку у мінно-підривній справі, вогневій, фізичній, психологічній, повітряно-десантній, підводній, альпіністській підготовці, здатні діяти автономно на території противника тривалий час.
У ході виконання поставленого завдання, диверсанти у складі ДРГ діють приховано, здатні в гранично стислі терміни долати великі відстані. Невелика, як правило, чисельність групи підвищує її прихованість, маневреність і мобільність, що ускладнює заходи щодо її пошуку і ліквідації.

## Основні завдання диверсантів
- Виведення з ладу елементів системи управління військами, тилових установ, військових об'єктів противника;
- Дезорганізація роботи транспорту і зв'язку противника;
- Поширення паніки серед військ противника і мирного населення;
- Збір розвідданих про пересування, дислокацію, озброєння і кількість військ противника, його воєнно-економічний потенціал, промислові об'єкти військового значення, транспортні комунікації і комунікації зв'язку.

## Правові аспекти діяльності диверсантів
Диверсант діє в рамках загальноприйнятих норм Міжнародного і Військового права. Згідно з міжнародними угодами й законами ведення війни, диверсійні дії допускаються лише у воєнний час відносно об'єктів армії, флоту, військово-промислового комплексу, засобів зв'язку і транспортних комунікацій держави-противника, що офіційно знаходиться у стані війни.
Порушення цих правил розцінюється як тероризм і спричиняє кримінальну відповідальність за військові злочини як самих диверсантів, так і політичних лідерів, що віддали злочинний наказ.
Відповідно до норм Міжнародного Гуманітарного Права диверсант користується статусом комбатанта на загальних підставах і має право здійснювати диверсійні заходи у відношенні:
- особового складу противника, що воює зі зброєю в руках;
- військових споруд;
- військової техніки (кораблі, бронетехніка, літаки тощо);
- засобів ведення війни (транспорт, що бере участь в перевезенні військ, постачання, мости, тунелі, засоби зв'язку тощо);
- підприємств військово-промислового комплексу.

Забороняється проводити диверсійні дії у відношенні:
- мирного населення;
- медичних установ і транспорту (у тому числі військового), установ Червоного Хреста;
- об'єктів цивільного і гуманітарного призначення.

У ході виконання бойового завдання, диверсант зобов'язаний носити військову форму, або видимі відмітні знаки своєї країни. Збір розвідданих або диверсійні заходи у формі чужої держави або в цивільній формі одягу розцінюються як шпигунство, тероризм, позбавляють диверсанта статусу військовополонених — в разі захоплення в полон, і спричиняють за собою загальнокримінальну відповідальність.
У зв'язку з цим диверсантів слід відрізняти від терористів. Перший діє в правовому полі, має відомчу приналежність до збройних сил, або спецслужб окремо взятої держави.